# Yogyakarta (oraș)
Yogyakarta este un oraș din Indonezia.

## Clima
| Date climatice pentru Yogyakarta                               | Date climatice pentru Yogyakarta | Date climatice pentru Yogyakarta | Date climatice pentru Yogyakarta | Date climatice pentru Yogyakarta | Date climatice pentru Yogyakarta | Date climatice pentru Yogyakarta | Date climatice pentru Yogyakarta | Date climatice pentru Yogyakarta | Date climatice pentru Yogyakarta | Date climatice pentru Yogyakarta | Date climatice pentru Yogyakarta | Date climatice pentru Yogyakarta | Date climatice pentru Yogyakarta |
| Luna                                                           | Ian                              | Feb                              | Mar                              | Apr                              | Mai                              | Iun                              | Iul                              | Aug                              | Sep                              | Oct                              | Nov                              | Dec                              | Anual                            |
| -------------------------------------------------------------- | -------------------------------- | -------------------------------- | -------------------------------- | -------------------------------- | -------------------------------- | -------------------------------- | -------------------------------- | -------------------------------- | -------------------------------- | -------------------------------- | -------------------------------- | -------------------------------- | -------------------------------- |
| Maxima medie °C (°F)                                           | 29 (84)                          | 29 (84)                          | 29 (85)                          | 31 (87)                          | 30 (86)                          | 30 (86)                          | 29 (85)                          | 30 (86)                          | 31 (87)                          | 31 (88)                          | 30 (86)                          | 29 (85)                          | 30 (86)                          |
| Minima medie °C (°F)                                           | 22 (72)                          | 22 (72)                          | 22 (72)                          | 22 (72)                          | 22 (72)                          | 21 (70)                          | 21 (69)                          | 21 (69)                          | 22 (71)                          | 22 (72)                          | 22 (72)                          | 22 (72)                          | 22 (71)                          |
| Precipitații mm (inches)                                       | 353 (13.9)                       | 335 (13.2)                       | 310 (12.2)                       | 211 (8.3)                        | 127 (5.0)                        | 89 (3.5)                         | 41 (1.6)                         | 25 (1.0)                         | 30 (1.2)                         | 94 (3.7)                         | 229 (9.0)                        | 340 (13.4)                       | 2.182 (85,9)                     |
| Sursă: http://www.weatherbase.com/weather/weather.php3?s=35869 |                                  |                                  |                                  |                                  |                                  |                                  |                                  |                                  |                                  |                                  |                                  |                                  |                                  |